# Mount Darwin (Tasmanien)
Mount Darwin är ett berg i Australien. Det ligger i regionen West Coast och delstaten Tasmanien, i den sydöstra delen av landet, omkring 160 kilometer nordväst om delstatshuvudstaden Hobart. Toppen på Mount Darwin är 1 033 meter över havet, eller 490 meter över den omgivande terrängen. Bredden vid basen är 8,7 km.
Trakten runt Mount Darwin är nära nog obefolkad, med mindre än två invånare per kvadratkilometer.. Närmaste större samhälle är Queenstown, omkring 19 kilometer norr om Mount Darwin.
I omgivningarna runt Mount Darwin växer i huvudsak städsegrön lövskog. Genomsnittlig årsnederbörd är 2 407 millimeter. Den regnigaste månaden är september, med i genomsnitt 283 mm nederbörd, och den torraste är februari, med 92 mm nederbörd.